# Carrefour de l’Arbre
Der Carrefour de l’Arbre ist ein 2100 m langer, zwischen den Ortschaften Camphin-en-Pévèle und Gruson im französischen Département Nord gelegener Kopfsteinpflastersektor. Er ist seit 1980 fester Bestandteil des Radsportklassikers Paris–Roubaix und gilt als einer der Höhepunkte dieses Rennens.

## Charakteristik
Der Carrefour de l’Arbre wird bei dem Radrennen Paris–Roubaix mit fünf Sternen zusammen mit den Kopfsteinpflasterpassagen Mons-en-Pévèle und Trouée d’Arenberg der höchsten Schwierigkeitsstufe zugeordnet. Die grobe und insbesondere im ersten Abschnitt unregelmäßige Pflasterung stellt höchste Anforderungen an die Fahrer. Im zweiten Abschnitt weist die Strecke eine leichte Steigung auf. Im Carrefour de l’Arbre, dem letzten schweren, weniger als 20 km vor dem Ziel in Roubaix gelegenen Sektor, fällt häufig die Vorentscheidung des Radrennens. So konnten sich hier zuletzt Fabian Cancellara (2006), Stuart O’Grady (2007), Tom Boonen (2009) und Johan Vansummeren (2011) als Solisten aus den Fahrerfeld oder aus Spitzengruppen absetzen und ihren Vorsprung ins Ziel retten.

## Geschichte
Der Carrefour de l’Arbre wurde erstmals 1958 in das Programm des Radsportklassikers Paris–Roubaix aufgenommen. Am Ende des Sektors, wo sich heute noch der Gasthof Restaurant de l’Arbre befindet, gab es zu jener Zeit eine Straßenkreuzung, die dem Sektor seinen Namen gab.
Seit 1980 ist dieser Sektor permanenter Bestandteil des Rennens. Nach Zwischenfällen mit alkoholisierten flämischen Fans, die im 2009er Rennen Fahrer angriffen und Begleitfahrzeuge beschädigten, herrscht für die Zuschauer bei Paris–Roubaix entlang des Sektors mit Ausnahme im Restaurant de l’Arbre Alkoholverbot. Die Freiwilligen-Organisation Les Amis de Paris–Roubaix, die die Strecke unterhält, sieht sich wiederholt mit dem Diebstahl von Pflastersteinen konfrontiert.
2005 wurde der Sektor seitens der Gemeinde Gruson nach Jean-Marie Leblanc benannt, der fast 20 Jahre lang die Tour de France geleitet hatte, und eine Hinweistafel an der Mauer des Gasthofs angebracht. Diese ist mittlerweile bis zur Unkenntlichkeit verblichen.

## Bildergalerie

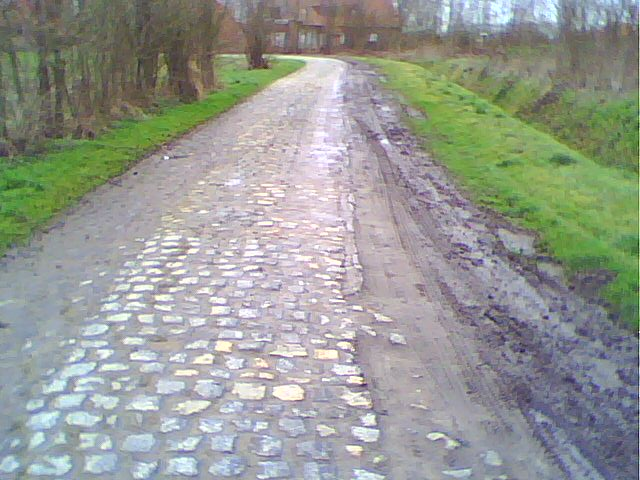
Erster Abschnitt des Carrefour de l’Arbre nahe Camphin
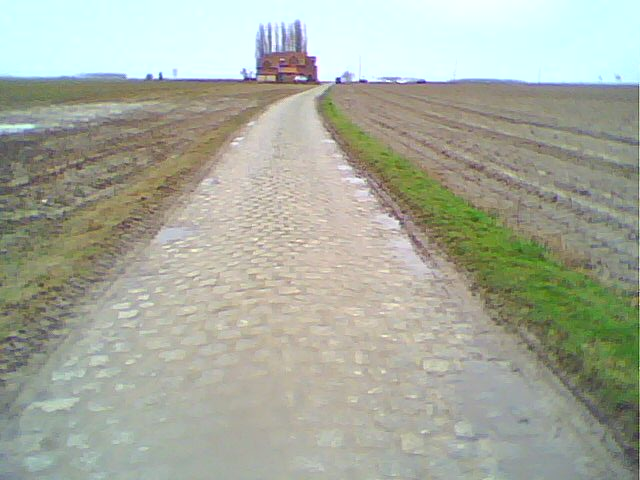
Zweiter Abschnitt des Carrefour de l’Arbre
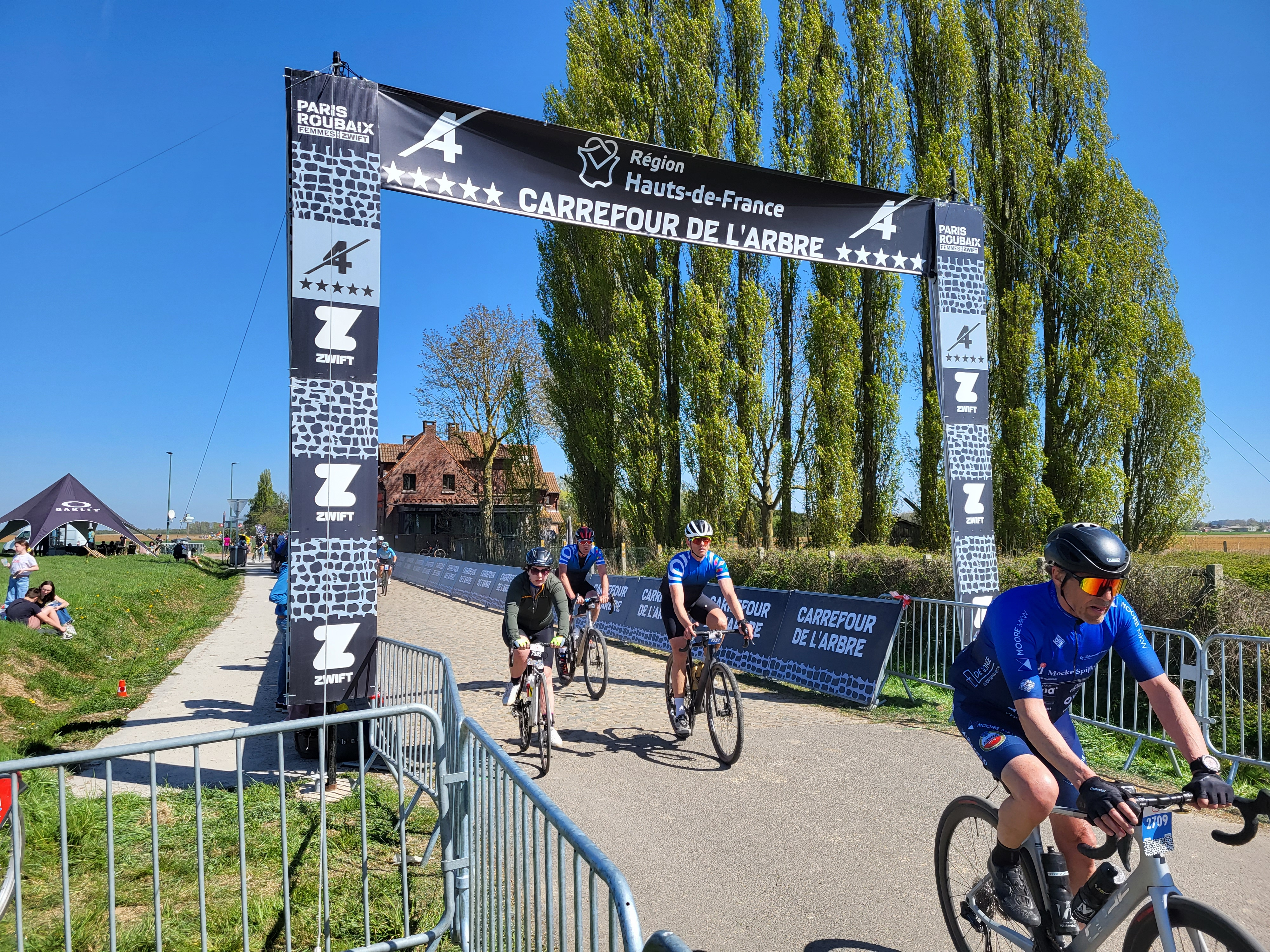
Ausgang des Sektors
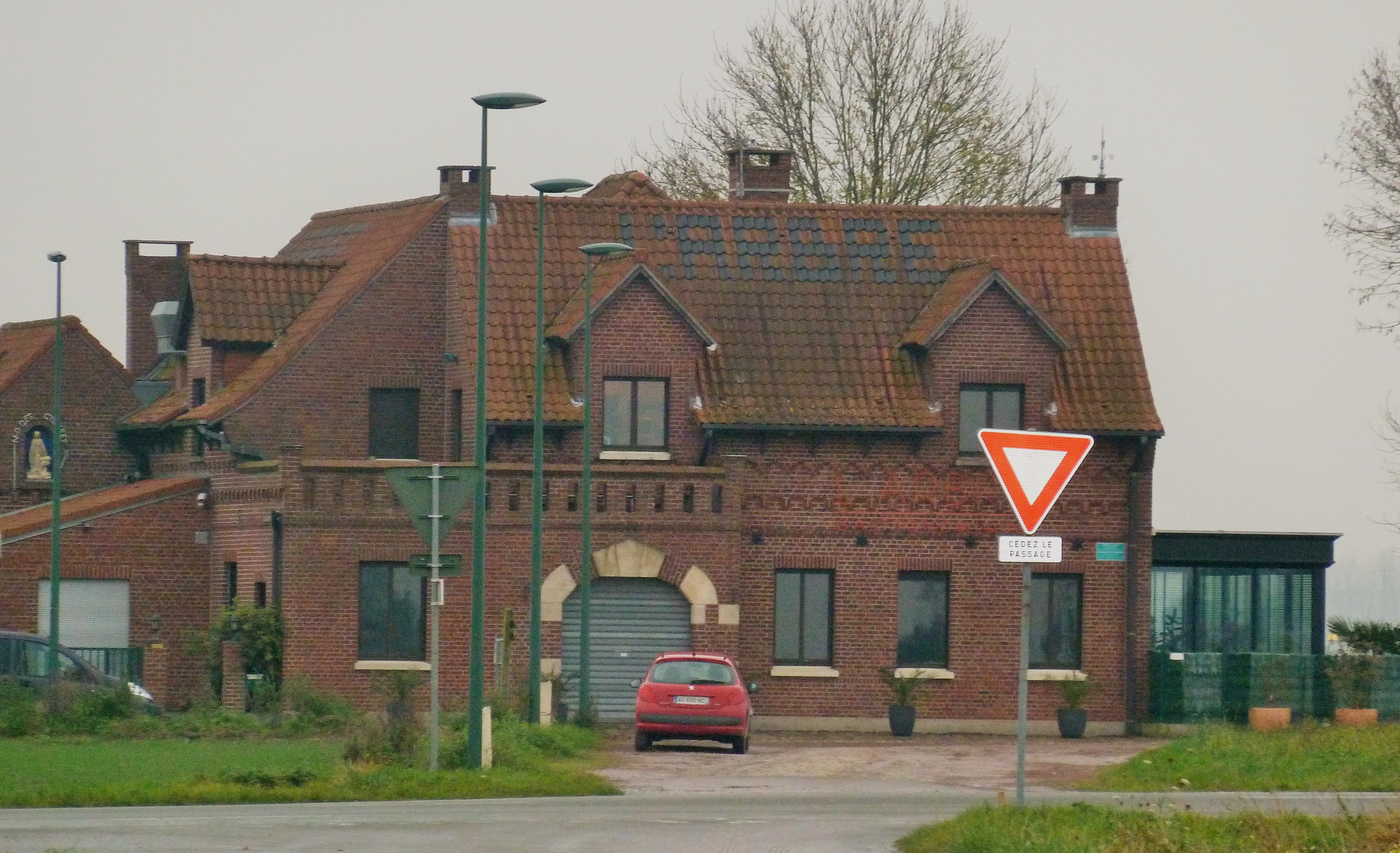
Restaurant de l’Arbre